# 稲毛神社
稲毛神社（いなげじんじゃ）は、神奈川県川崎市川崎区にある神社である。旧社格は郷社で、現在は神社本庁の別表神社。旧称は山王権現、武甕槌神社で、現在も山王様の通称で呼ばれる。

## 祭神
現在は武甕槌神を主祭神とし、経津主神・菊理媛神・伊弉諾神・伊弉冉神を配祀するとしている。
江戸時代までは山王権現を祀るとされていた。

## 歴史
創建の年代は不詳であるが、社伝によれば、武甕槌神を祀って天皇の軍の戦勝を祈ったのに始まると伝えられる。景行天皇が東国巡行の際に、当社で賊難を避けたという。欽明天皇が東征のとき、新たに配祀神四神を祀り、以降長らく勅願所とされたと伝えられる。
当初は祭神の名前から「武甕槌宮」と称していた。平安時代末期、この地を領有した河崎基家が山王権現を勧請して以降、「河崎山王社」「堀之内山王権現」などと呼ばれるようになった。
明治元年、関東へ下降する有栖川宮熾仁親王が当社で休憩し、その際、「神仏習合に基づいた「山王」の社名は新政府の神仏分離の方針にふさわしくない」と言ったことから、社名を旧地名の武蔵国稲毛庄にちなんで「川崎大神稲毛神社」とし、明治中頃に「稲毛神社」の名が定着した。
明治6年、郷社に列格した。昭和41年（1966年）、神社本庁の別表神社に加列された。
田中休愚の一族らが奉納した手洗石は川崎市重要歴史記念物に指定されている。

## 祭事
8月2日の例祭は、「川崎山王まつり」と呼ばれる。2日の午後、神輿に神体を収める「古式宮座式」（神奈川県民俗文化財）が行われ、3日早朝から氏子による神輿巡幸が行われる。

## 兼務社
- 新田神社（渡田2-14-8）
- 八幡神社（大島3-4-8）
- 八幡神社（中島2-15-1）

## 関連文献
- 「堀之内村 山王社」『新編武蔵風土記稿』 巻ノ71橘樹郡ノ14、内務省地理局、1884年6月。NDLJP:763985/44。